# خفاش میوه‌خوار لوزون
خفاش میوه‌خوار لوزون (نام علمی: Otopteropus cartilagonodus) نام یک گونه از تیره خفاش میوه‌خوار است.